# Erik Wudtke
Erik Wudtke (Aken, 17 juli 1972) is een Duits voormalig handballer.

## Levensloop
Wudtke maakte in 1997 de overstap van het Franse US Dunkerque naar Eynatten. Met deze club won hij tweemaal de Belgische landstitel (2000 en 2001) en eenmaal de Beker van België (2000). Tevens werd hij in januari 2001 verkozen tot Belgisch handballer van het jaar. Vanaf 2001 speelde hij voor het Duitse MT Melsungen. Later kwam hij nog uit voor Ibbenbürener Spvg en SG Hamburg-Nord.
Na zijn spelerscarrière werd hij actief als trainer. In 2019 werd hij aangesteld als co-trainer van de Duitse nationale herenploeg.